# Palermo Football Club 2021-2022
Questa voce raccoglie le informazioni riguardanti il Palermo Football Club nelle competizioni ufficiali della stagione 2021-2022.

## Stagione
Rispetto alle due stagioni precedenti, in occasione delle quali la squadra aveva svolto il ritiro pre-campionato nell'entroterra siciliano a Petralia Sottana, per la stagione 2021-2022 il Palermo scelse la località di San Gregorio Magno, in Campania. Durante il ritiro giocò tre amichevoli: contro il Potenza e il Monopoli (vinte rispettivamente per 3-0 e per 1-0), entrambe avversarie in campionato dei rosanero sia nella stagione passata che in quella corrente, e contro la Salernitana (persa per 2-1) neopromossa in Serie A. Successivamente giocò un'amichevole contro l'Enna (pareggiata per 1-1), club del campionato di Eccellenza, e una in famiglia in cui si fronteggiarono Rosa contro Nero, ovvero due squadre composte dagli stessi giocatori del Palermo. Questa sfida fu anche la prima partita allo stadio Renzo Barbera a non essere disputata a porte chiuse dal 1º marzo 2020, a causa della pandemia di COVID-19 in Italia che ne impedì l'ingresso per tutta la stagione 2020-2021.
In panchina fu confermato Giacomo Filippi, promosso da secondo ad allenatore della prima squadra nella seconda parte della stagione precedente dopo l'esonero di Roberto Boscaglia.
Sul fronte del mercato sono da segnalare il ritiro del capitano Mario Santana, a cui fu offerto il ruolo di allenatore delle giovanili, la cessione al Pisa del giovane Lorenzo Lucca, capocannoniere della passata stagione con 13 gol, e l'acquisto degli attaccanti Giuseppe Fella e Matteo Brunori in prestito rispettivamente dalla Salernitana e dalla Juventus.
Oltre al campionato (secondo anno di fila in Serie C), il Palermo giocò anche la Coppa Italia Serie C a 20 anni di distanza dall'ultima volta. L'esordio stagionale avvenne proprio in Coppa Italia Serie C il 21 agosto contro il neopromosso Picerno. Il cammino terminò agli ottavi di finale per mano del Catanzaro (1-0 al Ceravolo).
Dopo un inizio di stagione altalenante in cui la squadra collezionò 7 vittorie e 3 pareggi su 10 partite casalinghe e soltanto 9 punti in altrettante gare esterne, il 24 dicembre 2021, due giorni dopo la sconfitta sul campo del Latina alla prima giornata di ritorno, l'allenatore Giacomo Filippi venne esonerato, lasciando la squadra al 5º posto ed a - 11 dalla capolista Bari. Al suo posto subentrò Silvio Baldini, vecchia conoscenza rosanero in quanto era già stato allenatore del Palermo nella stagione 2003-2004. Nel mese di gennaio nel suo staff venne integrato anche l'argentino Mario Santana, che aveva collaborato con il tecnico toscano in occasione del suo primo allenamento in quanto gran parte della squadra era indisponibile perché positiva al COVID-19.
Con Baldini in panchina il Palermo non cambiò subito marcia, anzi peggiorò la propria posizione in classifica: complici i numerosi pareggi con squadre in lotta per la salvezza, di cui tre consecutivi nel giro di undici giorni, e la pesante sconfitta per 4-1 in casa del Foggia, i rosanero stazionarono tra il 6º e il 7º posto per più di due mesi, eguagliando il 5º posto lasciato da Filippi solo durante la 28ª giornata. Tuttavia, alla fine del campionato, il Palermo riuscì ad ottenere quattro vittorie nelle ultime quattro giornate, le ultime due delle quali in casa del Monopoli, con la squadra pugliese in lotta per una posizione favorevole in ottica play-off, e del Bari, vincitore del girone e già certo della promozione.  Questi risultati condussero la squadra al 3º posto finale, alle spalle del Bari e del Catanzaro, e le diedero l'accesso al primo turno nazionale dei play-off.
Dopo avere superato la Triestina (2-1 al Nereo Rocco all'andata e 1-1 al Barbera al ritorno), al secondo turno nazionale il Palermo affrontò la Virtus Entella, rischiando di essere eliminato quando, dopo aver vinto la gara di andata per 2-1 a Chiavari, si trovò sotto di due gol nella sfida casalinga di ritorno, annullando lo svantaggio solo nell'ultimo quarto d'ora con i gol di Edoardo Soleri e Giuseppe Fella. In semifinale la squadra superò la Feralpisalò in entrambi i match (3-0 in trasferta e 1-0 in casa) e nella gara di ritorno registrò tra le proprie mura un'affluenza di 35.037 spettatori (complice l'apertura del settore ospiti ai tifosi rosanero vista l'esigua partecipazione dei supporter gardesani che furono spostati in Tribuna): era dal 9 maggio 2010, giornata dello spareggio Champions tra il Palermo e la Sampdoria, che il Barbera non accoglieva più di 35.000 spettatori in una singola partita.
In finale il Palermo vinse contro il Padova per 1-0 sia nella gara di andata all'Euganeo che in quella di ritorno, ottenendo la promozione in Serie B dopo tre anni. La squadra terminò così la stagione vincendo tutte le partite della Final Four senza subire alcun gol e tutte le gare esterne dei play-off. L'attaccante Matteo Brunori si laureò capocannoniere stagionale con 29 gol (25 in campionato e 4 nei play-off), mancando per una sola rete il record di 30 gol di Luca Toni della stagione 2003-2004.

## Divise e sponsor
Per la stagione 2021-2022, le divise sono state realizzate dalla società rosanero assieme all’agenzia palermitana Gomez & Mortisia, il designer Luca D’Agostino ed il centro Robe di Kappa, fornitore tecnico per il terzo anno consecutivo.
La maglia home è un omaggio alla prima divisa rosanero nella storia del Palermo e si presenta bicolore rosa e nero separati da una striscia oro. La maglia away ha anch'essa un riferimento storico, infatti ha uno stile puchain ripreso dalle maglie tipiche negli anni 1970, si presenta completamente bianca con dei dettagli rosa. La terza divisa ha un camouflage militare su diverse gradazioni di nero e rosa. Per questa stagione gli sponsor sono: Decò, Gagliano Gioielli, Bisaten e Nuova Sicilauto (nella parte posteriore).
| Casa | Trasferta | Terza |

## Organizzazione
Organigramma societario
- Presidente: Dario Mirri
- Amministratore Delegato: Rinaldo Sagramola
- Segretario Generale: Giuseppe Li Vigni
- Direttore Sportivo: Renzo Castagnini
- Responsabile Comunicazione: Gaetano Lombardo
- Social Media Manager: Marco Sirchia
- Addetto stampa: Andrea Siracusa
- Responsabile Settore Giovanile: Leandro Rinaudo
- Responsabile Organizzativo Settore Giovanile: Fabrizio Giambona
- SLO: Francesco Meli
- Delegato per la gestione dell'evento: Antonino Lentini
- RSPP-OdV: Tiziana Caracappa

Staff Tecnico
- Allenatore: Giacomo Filippi (fino al 24 dicembre 2021), poi Silvio Baldini
- Allenatore in seconda: Fabio Levacovich (fino al 24 dicembre 2021), poi Mauro Nardini
- Collaboratore Tecnico: Emanuele Lupo (fino al 24 dicembre 2021), poi Mario Santana (dal 7 gennaio 2022)
- Preparatore dei portieri: Michele Marotta, Stefano Pardini (dal 24 dicembre 2021)
- Preparatori Atletici: Marco Nastasi (fino al 24 dicembre 2021), Marco Petrucci
- Match Analyst:  Mattia Baldini (dal 24 dicembre 2021), Federico Montalto (dal 24 dicembre 2021)
- Mental Coach: Nicola Colonnata (dal 24 dicembre 2021)[32]

Staff Medico
- Medico Responsabile Sanitario: Roberto Matracia
- Medico Addetto Prima Squadra: Giuseppe Puleo
- Massofisioterapisti: Gianluca Chinnici, Claudio Fici, Mirko Genzardi

## Rosa
Rosa e numerazione sono aggiornate al 23 aprile 2022.
| N. |                    | Ruolo | Calciatore                   |
| -- | ------------------ | ----- | ---------------------------- |
| 1  | Italia (bandiera)  | P     | Alberto Pelagotti            |
| 3  | Francia (bandiera) | D     | Maxime Giron                 |
| 4  | Italia (bandiera)  | D     | Andrea Accardi               |
| 5  | Gambia (bandiera)  | D     | Bubacarr Marong              |
| 6  | Italia (bandiera)  | D     | Roberto Crivello             |
| 7  | Italia (bandiera)  | A     | Roberto Floriano             |
| 9  | Italia (bandiera)  | A     | Matteo Brunori               |
| 10 | Italia (bandiera)  | A     | Andrea Silipo                |
| 11 | Italia (bandiera)  | C     | Jacopo Dall'Oglio            |
| 12 | Italia (bandiera)  | P     | Samuele Massolo              |
| 13 | Italia (bandiera)  | P     | Giovanni Grotta              |
| 15 | Italia (bandiera)  | D     | Ivan Marconi                 |
| 16 | Italia (bandiera)  | D     | Carlo Mannina                |
| 16 | Italia (bandiera)  | D     | Michele Somma                |
| 17 | Italia (bandiera)  | C     | Gregorio Luperini            |
| 19 | Ghana (bandiera)   | C     | Moses Odjer                  |
| 20 | Italia (bandiera)  | C     | Francesco De Rose (capitano) |

| N. |                           | Ruolo | Calciatore       |
| -- | ------------------------- | ----- | ---------------- |
| 21 | Italia (bandiera)         | C     | Samuele Damiani  |
| 22 | Italia (bandiera)         | P     | Giuseppe Misseri |
| 23 | Italia (bandiera)         | A     | Giuseppe Fella   |
| 25 | Italia (bandiera)         | D     | Alessio Buttaro  |
| 27 | Italia (bandiera)         | A     | Edoardo Soleri   |
| 29 | Italia (bandiera)         | D     | Alberto Almici   |
| 30 | Italia (bandiera)         | C     | Nicola Valente   |
| 31 | Italia (bandiera)         | A     | Giacomo Corona   |
| 33 | Italia (bandiera)         | D     | Marco Perrotta   |
| 36 | Italia (bandiera)         | D     | Enrico Mauthe    |
| 54 | Italia (bandiera)         | D     | Manuel Peretti   |
| 65 | Costa d'Avorio (bandiera) | C     | Aziz Toure       |
| 75 | Italia (bandiera)         | A     | Mattia Felici    |
| 77 | Albania (bandiera)        | D     | Masimiliano Doda |
| 79 | Italia (bandiera)         | D     | Edoardo Lancini  |
|    | Italia (bandiera)         | C     | Jérémie Broh     |

## Calciomercato

### Sessione estiva (dal 1º/7/21 al 31/8/21)
| Acquisti         | Acquisti          | Acquisti    | Acquisti                                                         |
| R.               | Nome              | da          | Modalità                                                         |
| ---------------- | ----------------- | ----------- | ---------------------------------------------------------------- |
| D                | Maxime Giron      | svincolato  |                                                                  |
| P                | Samuele Massolo   | svincolato  |                                                                  |
| D                | Alessio Buttaro   | Roma        | definitivo                                                       |
| A                | Edoardo Soleri    | Padova      | prestito con diritto di riscatto                                 |
| A                | Giuseppe Fella    | Salernitana | prestito con diritto di riscatto (obbligo in caso di promozione) |
| A                | Matteo Brunori    | Juventus    | prestito                                                         |
| C                | Jacopo Dall'Oglio | svincolato  |                                                                  |
| D                | Marco Perrotta    | Bari        | prestito                                                         |
| Altre operazioni |                   |             |                                                                  |
| R.               | Nome              | da          | Modalità                                                         |
| D                | Christian Cangemi | FC Messina  | fine prestito                                                    |

| Cessioni         | Cessioni          | Cessioni    | Cessioni                         |
| R.               | Nome              | a           | Modalità                         |
| ---------------- | ----------------- | ----------- | -------------------------------- |
| A                | Mario Santana     | ritiro      |                                  |
| P                | Mattia Fallani    | SPAL        | fine prestito                    |
| D                | Niccolò Corrado   | Inter       | fine prestito                    |
| C                | Andrea Palazzi    | Monza       | fine prestito                    |
| A                | Nicola Rauti      | Torino      | fine prestito                    |
| C                | Malaury Martin    | svincolato  |                                  |
| A                | Lorenzo Lucca     | Pisa        | definitivo (2,3 milioni €)       |
| A                | Andrea Saraniti   | rescissione |                                  |
| A                | Mamadou Kanoute   | Avellino    | definitivo                       |
| C                | Jérémie Broh      | Südtirol    | prestito con diritto di riscatto |
| Altre operazioni |                   |             |                                  |
| R.               | Nome              | a           | Modalità                         |
| P                | Giorgio Faraone   | rescissione |                                  |
| P                | Marco Matranga    | svincolato  |                                  |
| D                | Christian Cangemi | svincolato  |                                  |
| C                | Salvatore Florio  | svincolato  |                                  |
| C                | Aziz Toure        | Napoli      | prestito                         |

### Sessione invernale(dal 3/1/22 al 31/1/22)
| Acquisti         | Acquisti        | Acquisti | Acquisti                                                   |
| R.               | Nome            | da       | Modalità                                                   |
| ---------------- | --------------- | -------- | ---------------------------------------------------------- |
| A                | Mattia Felici   | Lecce    | prestito biennale con diritto di riscatto e controriscatto |
| C                | Samuele Damiani | Empoli   | prestito con diritto di riscatto                           |
| Altre operazioni |                 |          |                                                            |
| R.               | Nome            | da       | Modalità                                                   |
| C                | Aziz Toure      | Napoli   | fine prestito                                              |

| Cessioni         | Cessioni       | Cessioni   | Cessioni   |
| R.               | Nome           | a          | Modalità   |
| ---------------- | -------------- | ---------- | ---------- |
| D                | Alberto Almici | SPAL       | definitivo |
| D                | Manuel Peretti | Grosseto   | prestito   |
| Altre operazioni |                |            |            |
| R.               | Nome           | a          | Modalità   |
| D                | Carlo Mannina  | svincolato |            |

## Risultati

### Serie C

#### Girone di andata
| Arbitro: | Angelucci (Foligno) |

|                                         |           |  |
| Floriano 33’ (rig.) Soleri 90+4’ (rig.) | Marcatori |  |

| Arbitro: | Longo (Paola) |

|             |           |            |
| Baldé 45+2’ | Marcatori | 65’ Soleri |

| Arbitro: | Ricci (Firenze) |

|                                     |           |            |
| Saraniti 11’ Benassai 57’ Diaby 90’ | Marcatori | 62’ Almici |

| Palermo 19 settembre 2021, ore 14:30 CEST 4ª giornata | Palermo                    | 0 – 0 referto | Catanzaro | Stadio Renzo Barbera (2 500 spett.)\| Arbitro: \| Cascone (Nocera Inferiore) \| |
| Arbitro:                                              | Cascone (Nocera Inferiore) |               |           |                                                                                 |

| Arbitro: | Carrione (Castellammare di Stabia) |

|                 |           |             |
| Cancellieri 50’ | Marcatori | 22’ Brunori |

| Arbitro: | Scatena (Avezzano) |

|                                  |           |              |
| Silipo 3’ Valente 5’ Brunori 80’ | Marcatori | 54’ Rossetti |

| Castellammare di Stabia 4 ottobre 2021, ore 21:00 CEST 7ª giornata | Juve Stabia    | 0 – 0 referto | Palermo | Stadio Romeo Menti (1 500 spett.)\| Arbitro: \| Carella (Bari) \| |
| Arbitro:                                                           | Carella (Bari) |               |         |                                                                   |

| Arbitro: | Monaldi (Macerata) |

|                                           |           |  |
| Floriano 4’ Brunori 20’ Soleri 86’ (rig.) | Marcatori |  |

| Arbitro: | Giaccaglia (Jesi) |

|                                           |           |  |
| Santaniello 37’ Leonetti 45’ Pavone 90+1’ | Marcatori |  |

| Arbitro: | Emmanuele (Pisa) |

|             |           |  |
| Brunori 58’ | Marcatori |  |

| Arbitro: | Fiero (Pistoia) |

|           |           |                           |
| Golfo 13’ | Marcatori | 50’, 60’ Fella 85’ Soleri |

| Arbitro: | Moriconi (Roma) |

|             |           |                 |
| Lancini 14’ | Marcatori | 77’ (rig.) Tito |

| Arbitro: | Caldara (Como) |

|  |           |                        |
|  | Marcatori | 27’ Brunori 63’ Almici |

| Arbitro: | Cavaliere (Paola) |

|                        |           |  |
| Fella 51’ Silipo 90+4’ | Marcatori |  |

| Arbitro: | Luciani (Roma) |

|                                  |           |  |
| Fella 38’ Soleri 80’ Brunori 83’ | Marcatori |  |

| Arbitro: | Bitonti (Bologna) |

|               |           |  |
| Reginaldo 24’ | Marcatori |  |

| Arbitro: | Acanfora (Castellammare di Stabia) |

|                         |           |               |
| Valente 24’ Brunori 88’ | Marcatori | 26’ Grandolfo |

| Arbitro: | Rutella (Enna) |

|                         |           |  |
| L. Moro 24’ (rig.), 85’ | Marcatori |  |

| Palermo 19 dicembre 2021, ore 14:30 CET 19ª giornata | Palermo              | 0 – 0 referto | Bari | Stadio Renzo Barbera (10 249 spett.)\| Arbitro: \| Perenzoni (Rovereto) \| |
| Arbitro:                                             | Perenzoni (Rovereto) |               |      |                                                                            |

#### Girone di ritorno
| Arbitro: | N. Marini (Trieste) |

|              |           |  |
| Carletti 18’ | Marcatori |  |

| Arbitro: | Pascarella (Nocera Inferiore) |

|                         |           |                             |
| Brunori 13’ Valente 41’ | Marcatori | 52’ Gonçalves 61’ Mărginean |

| Arbitro: | F. Longo (Paola) |

|                                                |           |                            |
| Luperini 3’, 69’ Brunori 35’, 41’ Soleri 90+1’ | Marcatori | 52’ Di Gennaro 90+4’ Zullo |

| Catanzaro 24 gennaio 2022, ore 21:00 CET 23ª giornata | Catanzaro      | 0 – 0 referto | Palermo | Stadio Nicola Ceravolo (2 154 spett.)\| Arbitro: \| Carella (Bari) \| |
| Arbitro:                                              | Carella (Bari) |               |         |                                                                       |

| Arbitro: | Nicolini (Brescia) |

|                        |           |  |
| Damiani 56’ Felici 86’ | Marcatori |  |

| Arbitro: | F. Longo (Paola) |

|                       |           |                  |
| Emmausso 18’ Pace 69’ | Marcatori | 17’, 86’ Brunori |

| Arbitro: | Collu (Cagliari) |

|                           |           |                     |
| Brunori 7’, 49’ Giron 25’ | Marcatori | 90+3’ (rig.) Evacuo |

| Arbitro: | Ricci (Firenze) |

|                                                         |           |             |
| Di Paolantonio 4’ Merola 35’ Garofalo 55’ A. Curcio 67’ | Marcatori | 24’ Brunori |

| Arbitro: | Giordano (Novara) |

|                                                                    |           |  |
| Sbraga 10’ (aut.) Floriano 43’ Brunori 52’ Luperini 56’ Soleri 90’ | Marcatori |  |

| Arbitro: | Luciani (Roma) |

|                                  |           |                    |
| Maiorino 24’ (rig.) Patierno 57’ | Marcatori | 73’ (rig.) Brunori |

| Arbitro: | Fontani (Siena) |

|                                    |           |  |
| Valente 51’ Brunori 81’ Soleri 84’ | Marcatori |  |

| Arbitro: | Tremolada (Monza) |

|            |           |                         |
| Matera 14’ | Marcatori | 15’ Brunori 49’ Valente |

| Arbitro: | Monaldi (Macerata) |

|              |           |             |
| Luperini 85’ | Marcatori | 17’ Messina |

| Arbitro: | Panettella (Gallarate) |

|                        |           |                               |
| Romero 28’ Cuppone 60’ | Marcatori | 78’ Soleri 90’ (rig.) Brunori |

| Arbitro: | N. Marini (Trieste) |

|                                   |           |                                  |
| Cretella 22’ Tommasini 67’ (rig.) | Marcatori | 45+1’ (rig.) Brunori 55’ Valente |

| Arbitro: | Di Cairano (Ariano Irpino) |

|                                          |           |  |
| Brunori 36’, 47’ Floriano 64’ Soleri 81’ | Marcatori |  |

| Arbitro: | Petrella (Viterbo) |

|  |           |                         |
|  | Marcatori | 19’ Valente 77’ Brunori |

| Palermo 16 aprile 2022, ore 17:30 CEST 37ª giornata | Palermo | – Cancellata referto | Catania | Stadio Renzo Barbera |

| Arbitro: | Luciani (Roma) |

|  |           |                                 |
|  | Marcatori | 25’ Floriano 58’ (rig.) Brunori |

### Play-off

#### Fase Nazionale
| Arbitro: | Gualtieri (Asti) |

|               |           |                     |
| Rapisarda 88’ | Marcatori | 41’, 45+4’ Floriano |

| Arbitro: | Giordano (Novara) |

|                |           |             |
| Luperini 90+6’ | Marcatori | 77’ Litteri |

| Arbitro: | Tremolada (Monza) |

|            |           |                                 |
| Merkaj 68’ | Marcatori | 46’ Luperini 53’ (rig.) Brunori |

| Arbitro: | Cascone (Nocera Inferiore) |

|                      |           |                             |
| Soleri 78’ Fella 83’ | Marcatori | 59’ (rig.) Merkaj 71’ Karić |

| Arbitro: | Ferrieri Caputi (Livorno) |

|  |           |                                       |
|  | Marcatori | 43’ Brunori 45+2’ Floriano 86’ Soleri |

| Arbitro: | Feliciani (Teramo) |

|               |           |  |
| Brunori 45+2’ | Marcatori |  |

| Arbitro: | Gualtieri (Asti) |

|  |           |              |
|  | Marcatori | 10’ Floriano |

| Arbitro: | Perenzoni (Rovereto) |

|                    |           |  |
| Brunori 25’ (rig.) | Marcatori |  |

### Coppa Italia Serie C
| Arbitro: | Ancora (Roma) |

|                                                        |           |                |
| Lancini 12’ Floriano 15’ (rig.) Luperini 53’ Fella 84’ | Marcatori | 21’ De Ciancio |

| Arbitro: | Collu (Cagliari) |

|                              |           |               |
| Fella 20’ (rig.) Valente 25’ | Marcatori | 60’ Grandolfo |

| Arbitro: | Centi (Terni) |

|             |           |  |
| Curiale 68’ | Marcatori |  |

## Statistiche
Le statistiche indicate tra parentesi tengono conto della gara persa contro il Catania del 12 dicembre 2021, poi annullata in seguito all'esclusione degli etnei dal campionato di Serie C.

### Statistiche di squadra
| Competizione         | Punti | In casa | In casa | In casa | In casa | In casa | In casa | In trasferta | In trasferta | In trasferta | In trasferta | In trasferta | In trasferta | Totale  | Totale | Totale | Totale | Totale | Totale  | DR        |
| Competizione         | Punti | G       | V       | N       | P       | Gf      | Gs      | G            | V            | N            | P            | Gf           | Gs           | G       | V      | N      | P      | Gf     | Gs      | DR        |
| -------------------- | ----- | ------- | ------- | ------- | ------- | ------- | ------- | ------------ | ------------ | ------------ | ------------ | ------------ | ------------ | ------- | ------ | ------ | ------ | ------ | ------- | --------- |
| Serie C              | 66    | 18      | 13      | 5       | 0       | 42      | 9       | 18 (19)      | 5            | 7            | 6 (7)        | 22           | 24 (26)      | 36 (37) | 18     | 12     | 6 (7)  | 64     | 33 (35) | +31 (+29) |
| Play-off             | -     | 4       | 2       | 2       | 0       | 5       | 3       | 4            | 4            | 0            | 0            | 8            | 2            | 8       | 6      | 2      | 0      | 13     | 5       | +8        |
| Coppa Italia Serie C | -     | 2       | 2       | 0       | 0       | 6       | 2       | 1            | 0            | 0            | 1            | 0            | 1            | 3       | 2      | 0      | 1      | 6      | 3       | +3        |
| Totale               | -     | 24      | 17      | 7       | 0       | 53      | 14      | 23 (24)      | 9            | 7            | 7 (8)        | 30           | 27 (29)      | 47 (48) | 26     | 14     | 7 (8)  | 83     | 41 (43) | +42 (+40) |

### Andamento in campionato
| Giornata  | 1 | 2 | 3 | 4  | 5  | 6 | 7  | 8 | 9 | 10 | 11 | 12 | 13 | 14 | 15 | 16 | 17 | 18 | 19 | 20 | 21 | 22 | 23 | 24 | 25 | 26 | 27 | 28 | 29 | 30 | 31 | 32 | 33 | 34 | 35 | 36 | 37 | 38 |
| --------- | - | - | - | -- | -- | - | -- | - | - | -- | -- | -- | -- | -- | -- | -- | -- | -- | -- | -- | -- | -- | -- | -- | -- | -- | -- | -- | -- | -- | -- | -- | -- | -- | -- | -- | -- | -- |
| Luogo     | C | T | T | C  | T  | C | T  | C | T | C  | T  | C  | T  | C  | C  | T  | C  | T  | C  | T  | C  | C  | T  | C  | T  | C  | T  | C  | T  | C  | T  | C  | T  | T  | C  | T  | C  | T  |
| Risultato | V | N | P | N  | N  | V | N  | V | P | V  | V  | N  | V  | V  | V  | P  | V  | P  | N  | P  | N  | V  | N  | V  | N  | V  | P  | V  | P  | V  | V  | N  | N  | N  | V  | V  | -  | V  |
| Posizione | 3 | 4 | 9 | 10 | 12 | 9 | 10 | 3 | 7 | 6  | 3  | 4  | 3  | 2  | 2  | 3  | 2  | 3  | 4  | 5  | 7  | 5  | 6  | 6  | 7  | 6  | 6  | 5  | 6  | 6  | 6  | 6  | 6  | 6  | 5  | 2  | 4  | 3  |

Fonte:  Serie C Girone C 2021/2022, su worldfootball.net.
Legenda:

Luogo: C = Casa; T = Trasferta. Risultato: R = Rinviata; V = Vittoria; N = Pareggio; P = Sconfitta.
- = Turno di riposo.

### Statistiche dei giocatori
Una doppia ammonizione e la conseguente espulsione sono conteggiate come un singolo cartellino rosso, sono in corsivo i calciatori che hanno lasciato la società a stagione in corso.
| Giocatore     | Serie C 2021-2022 | Serie C 2021-2022 | Serie C 2021-2022 | Serie C 2021-2022 | Play-off | Play-off | Play-off    | Play-off   | Coppa Italia Serie C | Coppa Italia Serie C | Coppa Italia Serie C | Coppa Italia Serie C | Totale   | Totale | Totale      | Totale     |
| Giocatore     | Presenze          | Reti              | Ammonizioni       | Espulsioni        | Presenze | Reti     | Ammonizioni | Espulsioni | Presenze             | Reti                 | Ammonizioni          | Espulsioni           | Presenze | Reti   | Ammonizioni | Espulsioni |
| ------------- | ----------------- | ----------------- | ----------------- | ----------------- | -------- | -------- | ----------- | ---------- | -------------------- | -------------------- | -------------------- | -------------------- | -------- | ------ | ----------- | ---------- |
| A. Accardi    | 15 (16)           | 0                 | 3 (4)             | 0                 | 1        | 0        | 0           | 0          | -                    | -                    | -                    | -                    | 16       | 0      | 3           | 0          |
| A. Almici     | 14 (15)           | 2                 | 3                 | 0 (1)             | -        | -        | -           | -          | 2                    | 0                    | 0                    | 0                    | 16       | 2      | 3           | 0          |
| J. Broh       | -                 | -                 | -                 | -                 | -        | -        | -           | -          | -                    | -                    | -                    | -                    | -        | -      | -           | -          |
| M. Brunori    | 36 (37)           | 25                | 4                 | 0                 | 8        | 4        | 1           | 0          | 3                    | 0                    | 0                    | 0                    | 47       | 29     | 5           | 0          |
| A. Buttaro    | 21 (22)           | 0                 | 2                 | 2                 | 8        | 0        | 1           | 0          | 2                    | 0                    | 1                    | 0                    | 31       | 0      | 4           | 2          |
| G. Corona     | 2                 | 0                 | 0                 | 0                 | -        | -        | -           | -          | -                    | -                    | -                    | -                    | 2        | 0      | 0           | 0          |
| R. Crivello   | 16 (17)           | 0                 | 2                 | 0                 | 6        | 0        | 1           | 0          | 1                    | 0                    | 0                    | 0                    | 23       | 0      | 3           | 0          |
| J. Dall'Oglio | 29 (30)           | 0                 | 11                | 0                 | 5        | 0        | 3           | 0          | 3                    | 0                    | 1                    | 0                    | 37       | 0      | 15          | 0          |
| S. Damiani    | 15                | 1                 | 1                 | 0                 | 6        | 0        | 2           | 0          | 0                    | 0                    | 0                    | 0                    | 21       | 1      | 3           | 0          |
| F. De Rose    | 34 (35)           | 0                 | 12 (13)           | 0                 | 7        | 0        | 3           | 0          | 3                    | 0                    | 0                    | 0                    | 44       | 0      | 15          | 0          |
| M. Doda       | 12                | 0                 | 1                 | 1                 | -        | -        | -           | -          | 1                    | 0                    | 0                    | 0                    | 13       | 0      | 1           | 1          |
| M. Felici     | 11                | 1                 | 1                 | 0                 | -        | -        | -           | -          | -                    | -                    | -                    | -                    | 11       | 1      | 1           | 0          |
| G. Fella      | 27 (28)           | 4                 | 2                 | 0                 | 5        | 1        | 0           | 0          | 2                    | 2                    | 0                    | 0                    | 34       | 7      | 2           | 0          |
| R. Floriano   | 28 (29)           | 5                 | 2                 | 0                 | 7        | 4        | 0           | 0          | 3                    | 1                    | 0                    | 0                    | 38       | 10     | 2           | 0          |
| M. Giron      | 27                | 1                 | 5                 | 1                 | 7        | 0        | 1           | 0          | 1                    | 0                    | 0                    | 0                    | 35       | 1      | 6           | 1          |
| G. Grotta     | -                 | -                 | -                 | -                 | -        | -        | -           | -          | -                    | -                    | -                    | -                    | -        | -      | -           | -          |
| E. Lancini    | 26                | 1                 | 8                 | 1                 | 7        | 0        | 3           | 0          | 2                    | 1                    | 0                    | 0                    | 35       | 2      | 11          | 1          |
| G. Luperini   | 33 (34)           | 4                 | 5                 | 0 (1)             | 8        | 2        | 0           | 0          | 3                    | 1                    | 0                    | 0                    | 44       | 7      | 5           | 0          |
| C. Mannina    | -                 | -                 | -                 | -                 | -        | -        | -           | -          | -                    | -                    | -                    | -                    | -        | -      | -           | -          |
| I. Marconi    | 24 (25)           | 0                 | 7                 | 1                 | 8        | 0        | 1           | 0          | 2                    | 0                    | 1                    | 0                    | 34       | 0      | 9           | 1          |
| B. Marong     | 4                 | 0                 | 1                 | 0                 | -        | -        | -           | -          | 3                    | 0                    | 0                    | 0                    | 7        | 0      | 1           | 0          |
| S. Massolo    | 7                 | -4                | 0                 | 0                 | 8        | -5       | 1           | 0          | 2                    | -2                   | 0                    | 0                    | 17       | -11    | 1           | 0          |
| E. Mauthe     | 1                 | 0                 | 0                 | 0                 | -        | -        | -           | -          | -                    | -                    | -                    | -                    | 1        | 0      | 0           | 0          |
| G. Misseri    | -                 | -                 | -                 | -                 | -        | -        | -           | -          | -                    | -                    | -                    | -                    | -        | -      | -           | -          |
| M. Odjer      | 27 (28)           | 0                 | 4                 | 2                 | 4        | 0        | 1           | 0          | 3                    | 0                    | 1                    | 0                    | 34       | 0      | 6           | 2          |
| A. Pelagotti  | 30 (31)           | -29 (-31)         | 1                 | 1                 | 0        | 0        | 1           | 0          | 1                    | -1                   | 0                    | 0                    | 31       | -30    | 2           | 1          |
| M. Peretti    | 6                 | 0                 | 0                 | 0                 | -        | -        | -           | -          | 1                    | 0                    | 0                    | 0                    | 7        | 0      | 0           | 0          |
| M. Perrotta   | 24                | 0                 | 5                 | 1                 | 3        | 0        | 1           | 0          | 1                    | 0                    | 0                    | 0                    | 28       | 0      | 6           | 1          |
| A. Silipo     | 21 (22)           | 2                 | 3                 | 0                 | 4        | 0        | 0           | 0          | 3                    | 0                    | 0                    | 0                    | 28       | 2      | 3           | 0          |
| E. Soleri     | 35 (36)           | 10                | 5 (6)             | 0                 | 8        | 2        | 0           | 0          | 3                    | 0                    | 0                    | 0                    | 46       | 12     | 5           | 0          |
| M. Somma      | 6                 | 0                 | 1                 | 0                 | 1        | 0        | 0           | 0          | -                    | -                    | -                    | -                    | 7        | 0      | 1           | 0          |
| A. Toure      | -                 | -                 | -                 | -                 | -        | -        | -           | -          | -                    | -                    | -                    | -                    | -        | -      | -           | -          |
| N. Valente    | 30 (31)           | 7                 | 4                 | 0                 | 8        | 0        | 1           | 0          | 2                    | 1                    | 0                    | 0                    | 40       | 8      | 5           | 0          |

## Giovanili
Primavera
- Allenatore: Stefano Di Benedetto
- Allenatore in Seconda: Giovanni Tarantino
- Preparatore Atletico: Guglielmo Pillitteri
- Preparatore Portieri: Francesco Lo Galbo
- Medico: Davide Lo Nardo
- Fisioterapisti: Francesco Chiavetta, Salvatore Militello
- Dirigenti Accompagnatori: Alfredo Stabile, Manuel Scrimali

Under 17 Nazionale
- Allenatore: Matteo Di Fiore
- Preparatore Atletico: Gianfranco Sucameli
- Preparatore Portieri: Alessandro Zangara
- Medico: Francesco Quartararo
- Fisioterapisti: Vincenzo Vallone, Claudio Di Trapani
- Dirigenti Accompagnatori: Federico Carniglia, Francesco Sinacori

Under 16 Regionale
- Allenatore: Emanuele Chiappara
- Preparatore Atletico: Giorgio Luppina
- Preparatore Portieri: Alessandro Zangara
- Medico: Daniele Castelli
- Fisioterapisti: Salvatore Di Paola, Salvatore Salario
- Dirigenti Accompagnatori: Giuseppe Butera, Matteo Pergolizzi

Under 15 Nazionale
- Allenatore: Giovanni Sanfilippo
- Preparatore Atletico: Luca Piazza
- Preparatore Portieri: Giuseppe La Spisa
- Medico: Calogero Agrò
- Fisioterapisti: Riccardo Lo Giudice, Francesco Paolo Dainotti
- Dirigenti Accompagnatori: Giovanni Nuccio, Andrea Salamone

Under 14 Regionale
- Allenatore: Antonino Pietro Di Maggio
- Preparatore Atletico: Agostino Tolomeo
- Preparatore Portieri: Giuseppe La Spisa
- Medico: Antonio Inzerillo
- Fisioterapista: Fabio Alcamo
- Dirigenti Accompagnatori: Calcedonio Pace, Nicolino Alfano

Esordienti 2009
- Allenatore: Emanuele Governale
- Preparatore Atletico: Agostino Tolomeo
- Preparatore Portieri: Marco Mercurio
- Medici: Fabio Vitagliani, Calogero Davide Spitale
- Fisioterapista: Stefania Cangemi
- Dirigenti Accompagnatori: Salvatore Vassallo, Angelo Castelli

Esordienti 2010
- Allenatore: Alessandro Mazziotta
- Preparatore Atletico: Agostino Tolomeo
- Preparatore Portieri: Marco Mercurio
- Medici: Fabio Vitagliani, Calogero Davide Spitale
- Fisioterapista: Stefania Cangemi
- Dirigenti Accompagnatori: Salvatore Giangreco, Antonino Salvatore Paonita